# Camacho (Tarija)
Camacho  ist eine Ortschaft im Departamento Tarija im südamerikanischen Anden-Staat Bolivien.

## Lage im Nahraum
Camacho ist der zentrale Ort des Kanton Camacho im Municipio Padcaya in der Provinz Aniceto Arce. Die Ortschaft liegt auf einer Höhe von 2193 m am linken Ufer des Río Camacho, der 43 Kilometer weiter flussabwärts an der Stadt Valle de Concepción vorbeifließt und in den Río Nuevo Guadalquivir mündet, der weiter unterhalb den Namen Río Tarija trägt.

## Geographie
Camacho liegt im südlichen Bolivien an den Ostabhängen der östlichen Anden-Gebirgskette am Übergang zum bolivianischen Tiefland.
Die mittlere Durchschnittstemperatur der Region liegt bei 13 bis 14 °C (siehe Klimadiagramm Padcaya), die monatlichen Durchschnittswerte schwanken zwischen 9 °C im Juni und Juli und 17 °C im Dezember und Januar. Der Jahresniederschlag beträgt 630 mm, bei einer ausgeprägten Trockenzeit von Mai bis September mit Monatsniederschlägen unter 10 mm, und einer Feuchtezeit von Dezember bis Februar mit Monatsniederschlägen deutlich über 100 mm.

## Verkehrsnetz
Camacho liegt in einer Entfernung von 68 Straßenkilometern südlich von Tarija, der Hauptstadt des Departamentos.
Von der Tarija aus führt die asphaltierte Nationalstraße Ruta 1 nach Südosten in Richtung Padcaya und Bermejo. Nach siebzehn Kilometern zweigt von der Hauptstraße eine asphaltierte Landstraße nach Westen ab, überquert nach fünf Kilometern das Tal des Río Guadalquivir und erreicht nach drei weiteren Kilometern die Ortschaft Valle de Concepción. Von dort führt eine unbefestigte Landstraße in südwestlicher Richtung und erreicht über Chocloca, Juntas und Chaguaya nach weiteren 46 Kilometern die Ortschaft Camacho.
Durch Camacho führt die Nationalstraße Ruta 28 von Padcaya nach Villazón. Die Ruta 28 ist bisher (Stand 2020) von Padcaya bis Cañas asphaltiert, der weitere Verlauf ist unbefestigt.

## Bevölkerung
Die  Einwohnerzahl der Ortschaft ist im vergangenen Jahrzehnten auf das Doppelte angestiegen:
| Jahr | Einwohner   | Quelle       |
| ---- | ----------- | ------------ |
| 1992 | keine Daten | Volkszählung |
| 2001 | 189         | Volkszählung |
| 2012 | 382         | Volkszählung |
| 2024 |             | Volkszählung |